# オネガ湾

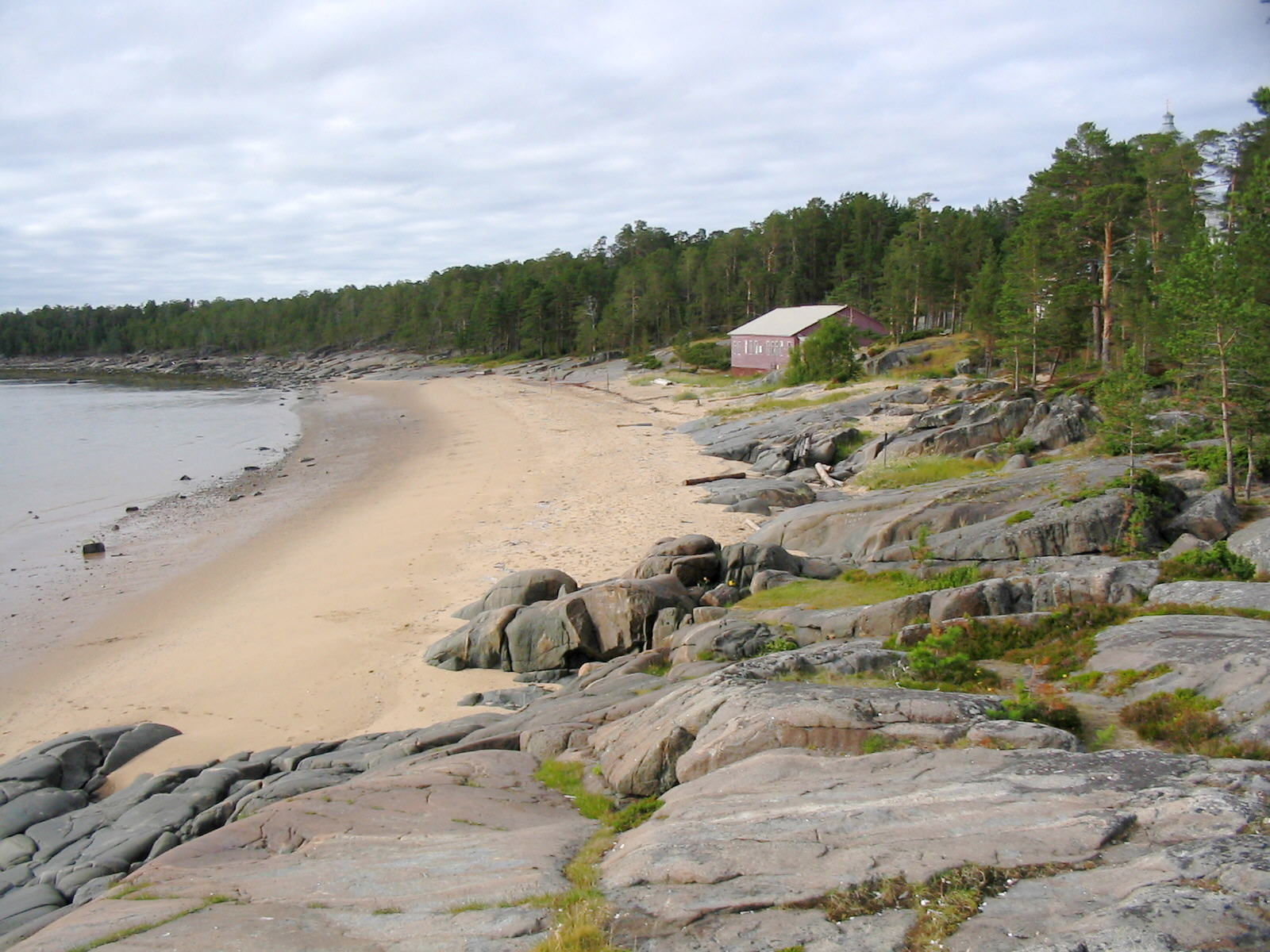
オネガの町の沖にあるキー島。この島にもソロヴェツキー諸島同様、修道院が建つ

オネガ湾（オネガわん、ロシア語: Онежская губа, Онежский залив, ラテン文字表記の例: Onega Bay）はロシア北西部の白海の南西奥にある湾。北西から南東方向へ伸び、アルハンゲリスク州とカレリア共和国にまたがる。湾の奥行きは185km、幅は50kmから100km、水深は平均16m、最大で36m。
南東からオネガ川が、南西からヴイグ川が、西からケミ川が流れる。沿岸のおもな港町は、南東の湾奥のオネガ、西岸のカレリアに属するベロモルスクとケミなど。湾内には無数の島があるが、その中でも大きいのは湾口の中央部にあるソロヴェツキー諸島（ソロフキ諸島）であり修道院などの文化と歴史遺産群が世界遺産に登録されている。西岸のベロモルスクの町は、白海とバルト海をつなぐ白海・バルト海運河の出口になっている。
湾内にはオオハシウミガラス、ハジロウミバトなどが生息している。また、矮林、海洋性のツンドラ、マツとカバノキの森林およびガンコウラン属、コケ植物、地衣類の群落などからなる植生があるオネガ湾の島々は1994年にラムサール条約登録地となった。